# Perigrapha yoshimotoi
Perigrapha yoshimotoi is een vlinder uit de familie van de uilen (Noctuidae). De wetenschappelijke naam van de soort is voor het eerst geldig gepubliceerd in 1996 door Hacker & Hreblay.